# ジイソプロピルアミン
ジイソプロピルアミン は、(CH3)2HC-NH-CH(CH3)2の化学式で表わされる二級アミン。共役塩基のリチウム塩であるリチウムジイソプロピルアミド(LDA)は求核性のない強塩基としてしばしば利用される。消防法に定める第4類危険物 第1石油類に該当する。
水酸化カリウム存在下で蒸留精製し、ナトリウム存在下、不活性ガス雰囲気化で保管できる。

## 調製
ジイソプロピルアミンは一般的な試薬会社から商業的に入手可能である。アセトン及びアンモニアを用いた還元的アミノ化で合成される。